# Нора (Виппер)
Нора (нем. Nohra) — община в Германии, в земле Тюрингия.
Входит в состав района Нордхаузен. Подчиняется управлению Хайнлайте. Население составляет 870 человек (на 31 декабря 2010 года). Занимает площадь 16,09 км².